# Frkuljevec Peršaveški
 Frkuljevec Peršaveški  falu Horvátországban Krapina-Zagorje megyében. Közigazgatásilag Mače községhez tartozik.

## Fekvése
Krapinátóltól 13 km-re délkeletre, községközpontjától  4 km-re északnyugatra a Horvát Zagorje területén fekszik.

## Története
A falunak 1869-ben 64, 1910-ben 140 lakosa volt. Trianonig Varasd vármegye Zlatari járásához tartozott. 2001-ben 56 lakosa volt.

## Külső hivatkozások
A község hivatalos oldala